# Quartinia scutellimacula
Quartinia scutellimacula är en stekelart som beskrevs av Schulthess 1929. Quartinia scutellimacula ingår i släktet Quartinia och familjen Masaridae. Inga underarter finns listade i Catalogue of Life.